# Hilde Goovaerts
Hilde Goovaerts is een Belgisch voormalig inline-skatester en marathonschaatsster.

## Levensloop
Govaerts behaalde goud op de Wereldspelen van 1993 in het Nederlandse Den Haag in het onderdeel '500 meter sprint' en werd in 1995 wereldkampioene op de halve marathon in het Australische Perth. Daarnaast behaalde ze vier Europese titels op de weg en twee op de piste en tal van ereplaatsen op kampioenschappen. 
Goovaerts won viermaal de Flanders Grand Prix (1993, 1996, 1997 en 1998). Ook won ze vijfmaal een skeelerwedstrijd over destijds 66 km in Friesland, ook bekend als de Hel van het Noorden (2005, 2006, 2007, 2009 en 2010). In 2007 won ze de Marathon van Berlijn inline-skaten.
Goovaerts was ook actief als marathonschaatsster. Zo werd ze tweemaal Belgisch kampioene marathonschaatsen.
Ze was als rolschaatsster aangesloten bij Reko Zemst en Rolschaats en Skeeler Club Tienen (RSC Tienen). Als schaatsster was ze aangesloten bij Lange Baan Schaatsclub Gent (LBSG).

## Palmares
| - Europese kampioenschappen - 1993 in het Franse Valence d'Agen - op de 1.000 meter - op de 5.000 meter - op de 8.000 meter - 1994 in het Spaanse Pamplona - op de 5.000 meter puntenkoers - op de 8.000 meter - 1995 in het Portugese Praia da Vitória - op de 3.000 meter puntenkoers - op de 5.000 meter relay - op de 10.000 meter - 1997 in het Italiaanse Sulmona - op de 3.000 meter - 1998 in het Franse Coulaines - op de 1.500 meter - op de 5.000 meter relay - op de halve marathon - 1999 in het Belgische Oostende - op de 3.000 meter - 2007 in het Nederlandse Groningen - op de 10.000 meter puntenkoers - 2007 in het Portugese Ovar - op de marathon - Wereldkampioenschappen - 1995 in het Australische Perth - op de halve marathon | - Europese kampioenschappen - 1994 in het Spaanse Barañain - op de 5.000 meter puntenkoers - 1995 in het Portugese Praia da Vitoria - op de 1.500 meter ploegentijdrit - op de 3.000 meter puntenkoers - op de 10.000 meter - 1996 in het Franse Saint-Brieuc - op de 1.500 meter - 1999 in het Belgische Oostende - op de 3.000 meter - Wereldspelen - 1993 in het Nederlandse Den Haag - op de 500 meter sprint - op de 10.000 meter afvalling |